# Mistrzostwa Polski w Tenisie Stołowym 1987
Mistrzostwa Polski w Tenisie Stołowym 1987 – 55. edycja mistrzostw, która odbyła się w 1987 roku w Zawierciu.

## Medaliści
| Konkurencja             | Złoty                                                                               | Srebrny                                                                | Brązowy                                                                         |
| Gra pojedyncza mężczyzn | Leszek Kucharski (AZS Gdańsk)                                                       | Andrzej Grubba (AZS Gdańsk)                                            | Stefan Dryszel (AZS Gliwice)                                                    |
| Gra pojedyncza kobiet   | Jolanta Szatko-Nowak (Banda Kraków)                                                 | Dorota Bilska (AZS Wrocław)                                            | Elżbieta Gracek (AZS Wrocław)                                                   |
| Gra podwójna mężczyzn   | Norbert Mnich (AZS Gliwice) Mirosław Pierończyk (AZS Gliwice)                       | Piotr Molenda (AZS Gliwice) Stefan Dryszel (AZS Gliwice)               | Andrzej Grubba (AZS Gdańsk) Leszek Kucharski (AZS Gdańsk)                       |
| Gra podwójna kobiet     | Ewa Brzezińska-Janik (LUKS Chełmno) Katarzyna Calińska-Tomaszewska (Włókniarz Łódź) | Dorota Bilska (AZS Wrocław) Elżbieta Gracek (AZS Wrocław)              | Jadwiga Kawałek-Szymanelis (Włókniarz Łódź) Jolanta Szatko-Nowak (Banda Kraków) |
| Gra mieszana            | Andrzej Grubba (AZS Gdańsk) Jolanta Szatko-Nowak (Banda Kraków)                     | Norbert Mnich (AZS Gliwice) Dorota Djaczyńska-Nowacka (Zagłębie Lubin) | Stefan Dryszel (AZS Gliwice) Katarzyna Calińska-Tomaszewska (Włókniarz Łódź)    |